# 八德呂宅著存堂
24°55′38″N 121°16′50″E / 24.927277°N 121.280463°E
八德呂宅著存堂，是位於臺灣桃園市八德區興仁里的祠堂，列市定古蹟。

## 建築
世居於桃園八德的呂姓一族是乾隆初年到八德開墾，屬呂萬春派下的詔安客家人。他們在當地建立的古建物今日有三棟尚存，分別是著存堂、貽訓堂、裕耕居。其中著存堂，是1747年初建於今日的興仁里。初期只有正廳，1919年增建兩側廂房。該年重修時，找來葉金萬施作木作棟架、邱鎮邦作彩繪。今日的建物為二對護龍式三合院，窗櫺有線條簡潔的吉祥浮飾。
1996年，正屋軒亭遭颱風吹毀。2001年時票選中華民國各縣市歷史建築十景時，建物已年久失修，出入道路狹小，還被大型工廠遮擋。2006年11月24日，桃園縣文化局長謝小韞宣布著存堂從歷史建築提升為縣定古蹟。為修復，所有權人自籌近新台幣370萬元，並透過在當地文化局、及地方人士爭取，文化部文資局補助1,700萬元、桃園縣政府配合1,700萬元。第一期工程耗資費389萬元，第二期工程1,236萬元，於2012年動工。2016年前三期以3,800萬元修護完成後，市長鄭文燦於11月10前來視察。2017年再開始第四期修復，以整平土地、整理周邊環境。